# Esporgada

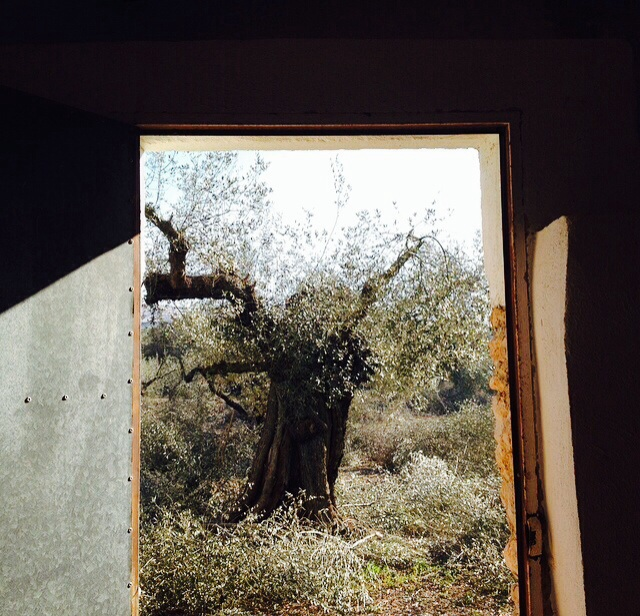
Olivera de la varietat 'farga' esporgada'.

La poda, esporgada o exsecallada és el procés de retallar un arbre o arbust. Fet amb cura i correctament, l'esporgada pot incrementar el rendiment del fruit; així, és una pràctica agrícola comuna. En producció silvicultura s'empra per a obtenir troncs més rectes i sense nusos, per tant de major qualitat. En arbrat urbà la seua utilitat és, d'una banda, per prevenir el risc de caiguda de branques, i per altra controlar la grandària d'arbres la ubicació dels quals no permet el seu desenvolupament complet. Amb freqüència, en jardineria, s'utilitza l'esporgada per aconseguir formes artificials en els arbres o arbustos. Ben executada i repetida amb la periodicitat adequada, en pot augmentar el valor ornamental. No obstant això amb freqüència es practica de forma inadequada, ocasionant podriment de la fusta que escurcen la vida dels arbres i incrementen el risc de trencament de branques.

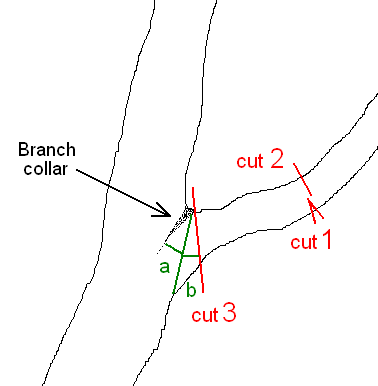
Gràfic que mostra la forma d'esporgada.

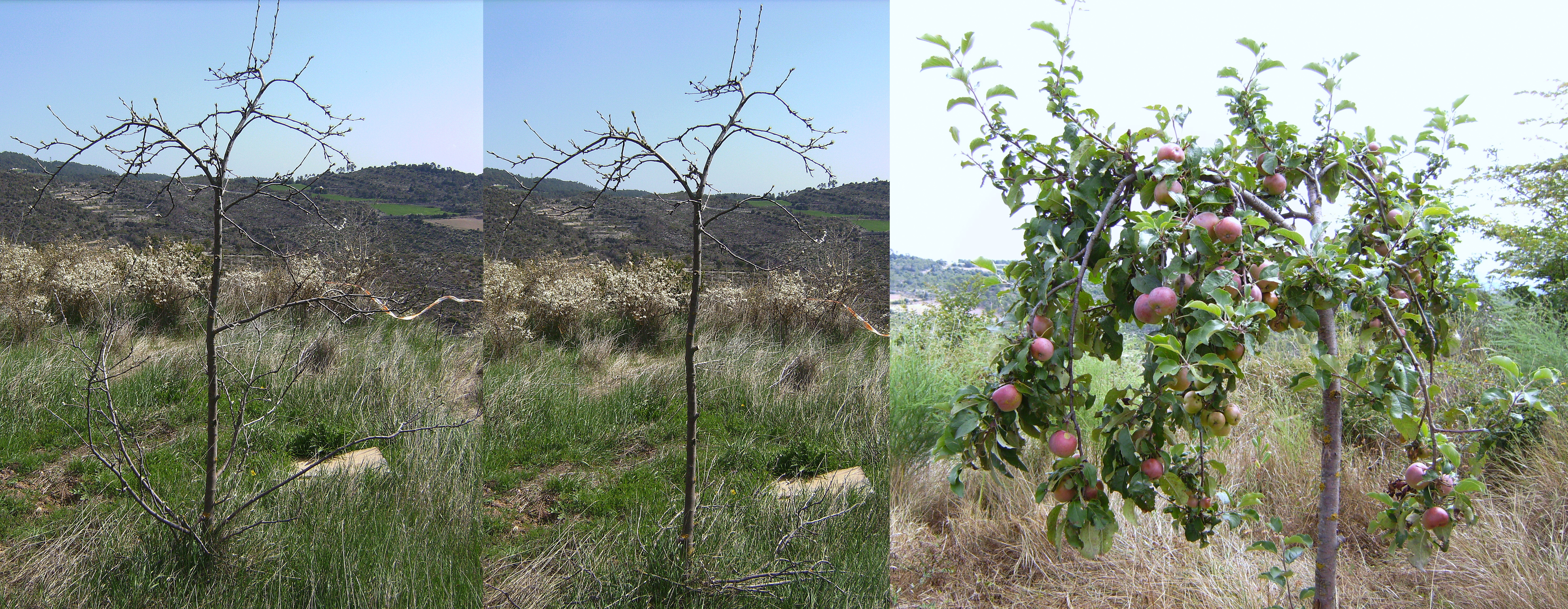
Pomera de 10 anys que mai havia estat esporgada, a principi d'abril es van tallar del tot les branques de sota i lleugerament les altres. A la dreta la mateixa pomera que mostra que necessita una aclarida de pomes

Cada arbre exigeix un tipus d'esporgada diferent. Com a norma general les esporgades més importants són:
- Esporgada de copa: Es realitza en el primer any, consisteix a esporgar la branca principal de la copa per a afavorir la ramificació.
- Esporgada de formació: Es realitza al cap de diversos anys, per a donar una forma adequada a l'arbre.
- Esporgada d'aclarida: Es tracta de tallar branques senceres, de vegades es fa alhora que la de formació. Ajuda a la formació de la copa.
- Esporgada d'hivern: Es realitza a l'hivern sobre arbres de creixement lent o poc vigorosos. Frena la formació de flors.
- Esporgada d'estiu o esporgada verda: Té com a finalitat regular el creixement.
- Arquejar les branques és una operació complementària de l'esporgada.

L'esporgada de branques velles i seques es realitza per a prevenir que existisca una excessiva quantitat de fusta seca que permeta una gran combustió en cas d'incendi. Són esporgades de neteja.
El procés pel qual un arbre es protegeix de l'entrada d'organismes paràsits en els talls d'esporgada fou descrit en 1977 per Alex Shigo, denominant-se model CODIT (Compartimentation of decay in Trees).

## Esporgada forestal

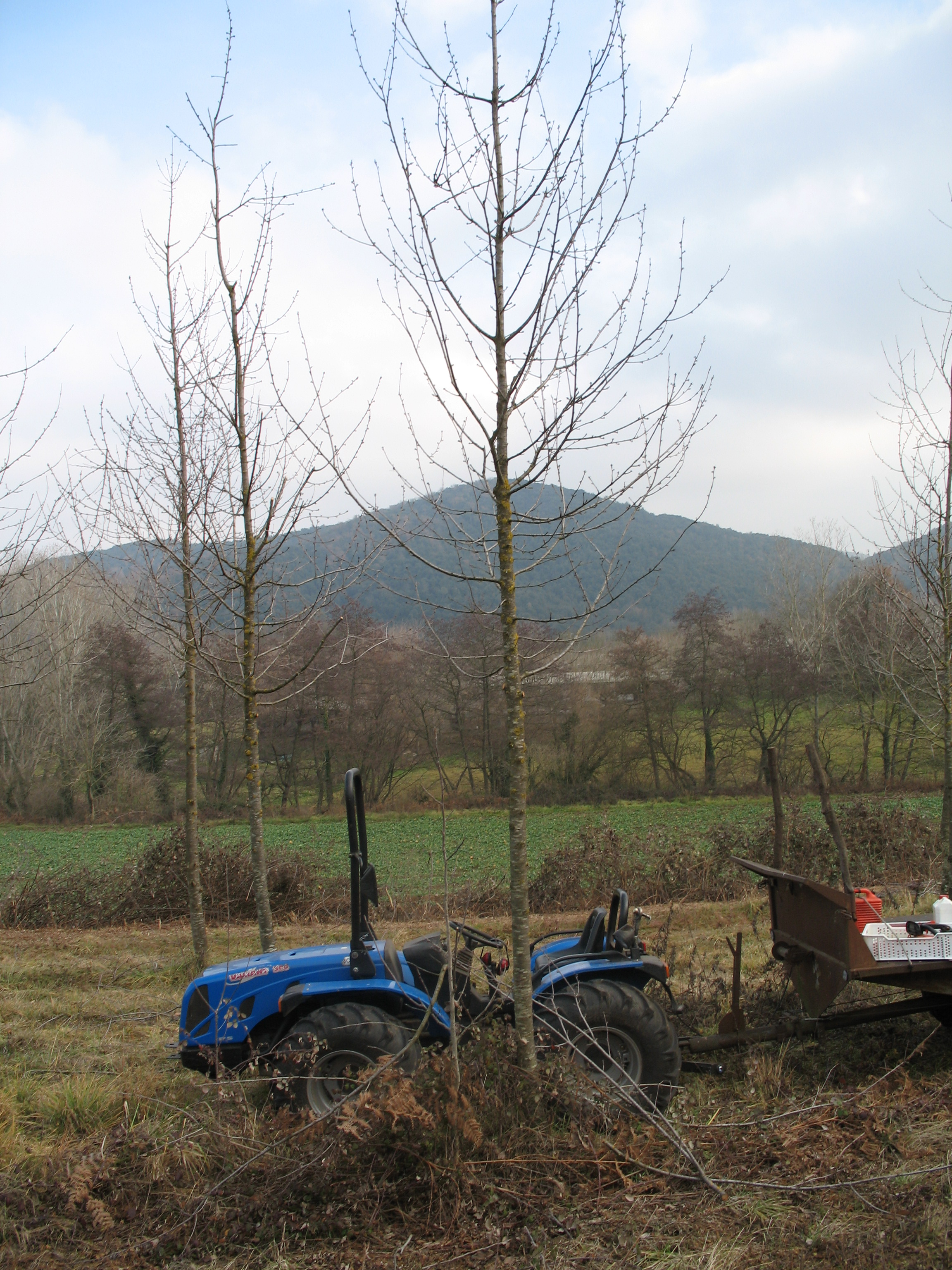
Esporgada de formació en exemplars de Prunus avium (cirerer) a la Garrotxa. Observar la guia central dels arbres

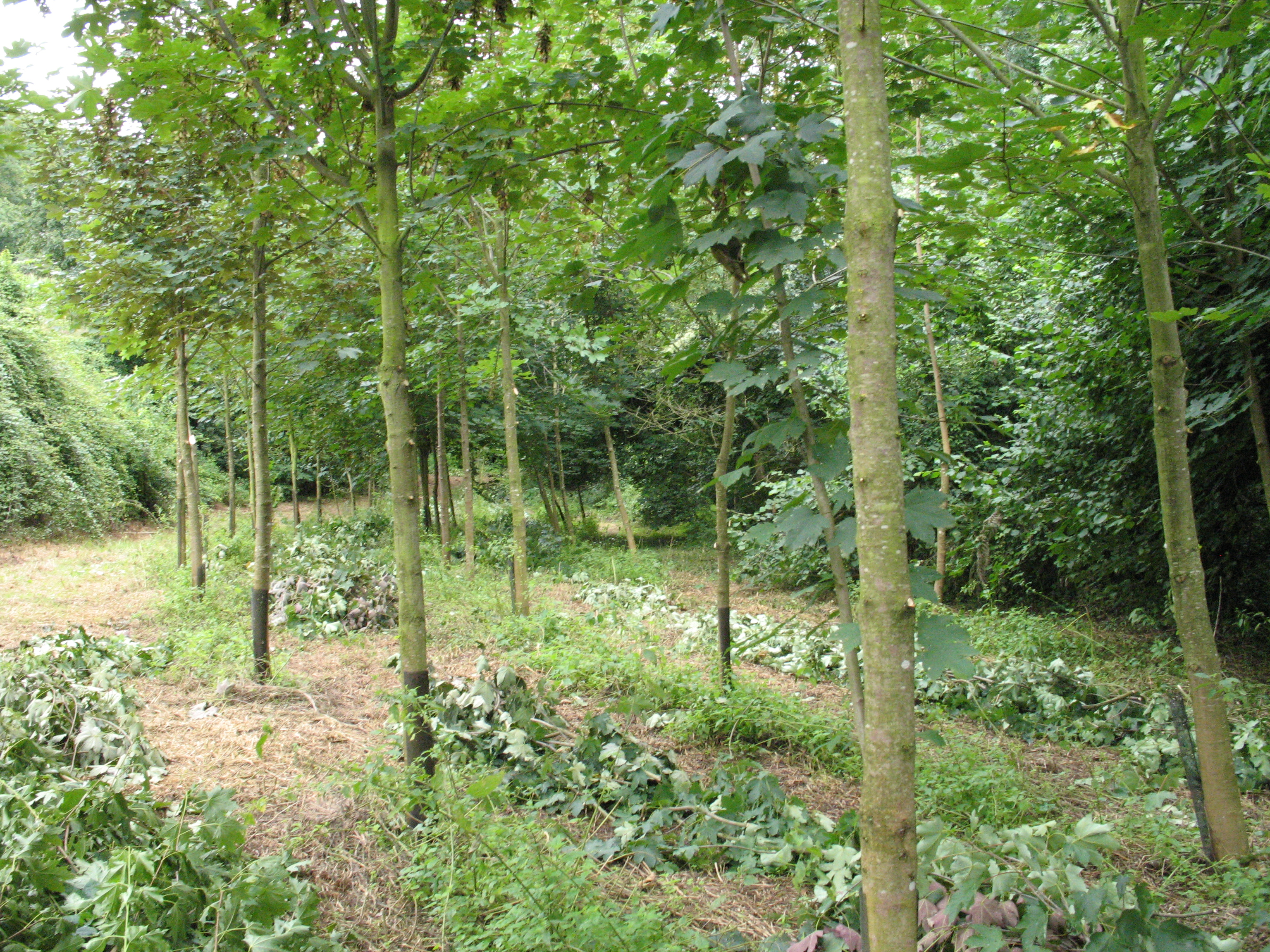
Esporgada de tronc en arbres dAcer pseudoplatanus, a la Garrotxa

L'esporgada és una pràctica bàsica per a la silvicultura, i té dos objectius: obtenir un creixement de l'arbre en alçada, i un canó recte i sense nusos. El primer objectiu s'aconsegueix amb l'esporgada de formació, que en el cas de la silvicultura consisteix en el contrari de la pràctica amb fruiters, és a dir afavorir la guia central de l'arbre, escapçant les branques que l'hi fan concurrència. L'absència de nusos del canó s'obté eliminant les branques inferiors de l'arbre, fins a una alçada aproximada d'un terç del total (esporgada de tronc).
La freqüència d'esporgada depèn de l'espècie d'arbre. Hi ha arbres que tenen tendència natural a créixer drets, com ara les coníferes, mentre amb d'altres costa molt d'aconseguir-ho, per exemple el noguer.
La freqüència i volum de l'esporgada depèn molt també de la densitat de la massa forestal. Normalment els boscos naturals solen ser prou densos per produir una esporgada natural dels arbres. Per una banda l'arbre busca la llum, i sols pot aconseguir-la pujant amunt més de pressa que els seus concurrents pròxims. Per altra banda les branques inferiors es moren quan deixen de rebre il·luminació. A les plantacions artificials la feina d'esporgada és directament proporcional al marc de plantació.